# De Oude Vaart
De Oude Vaart was een waterschap in de Nederlandse provincie Drenthe, het werd opgericht in 1927 en ging in 1995 met De Wold Aa, Middenveld, Riegmeer en Smilde op in waterschap Meppelerdiep. Het hoofdkantoor stond in Beilen.
In 1985 ging waterschap Hesselte op in De Oude Vaart.